# نمک زمین
نمک زمین (به انگلیسی: Salt of the Earth) فیلمی ۹۴ دقیقه‌ای به کارگردانی هربرت جی. بیبرمن با بازی روسائورا رولتاس است.